# Honra sin barcos

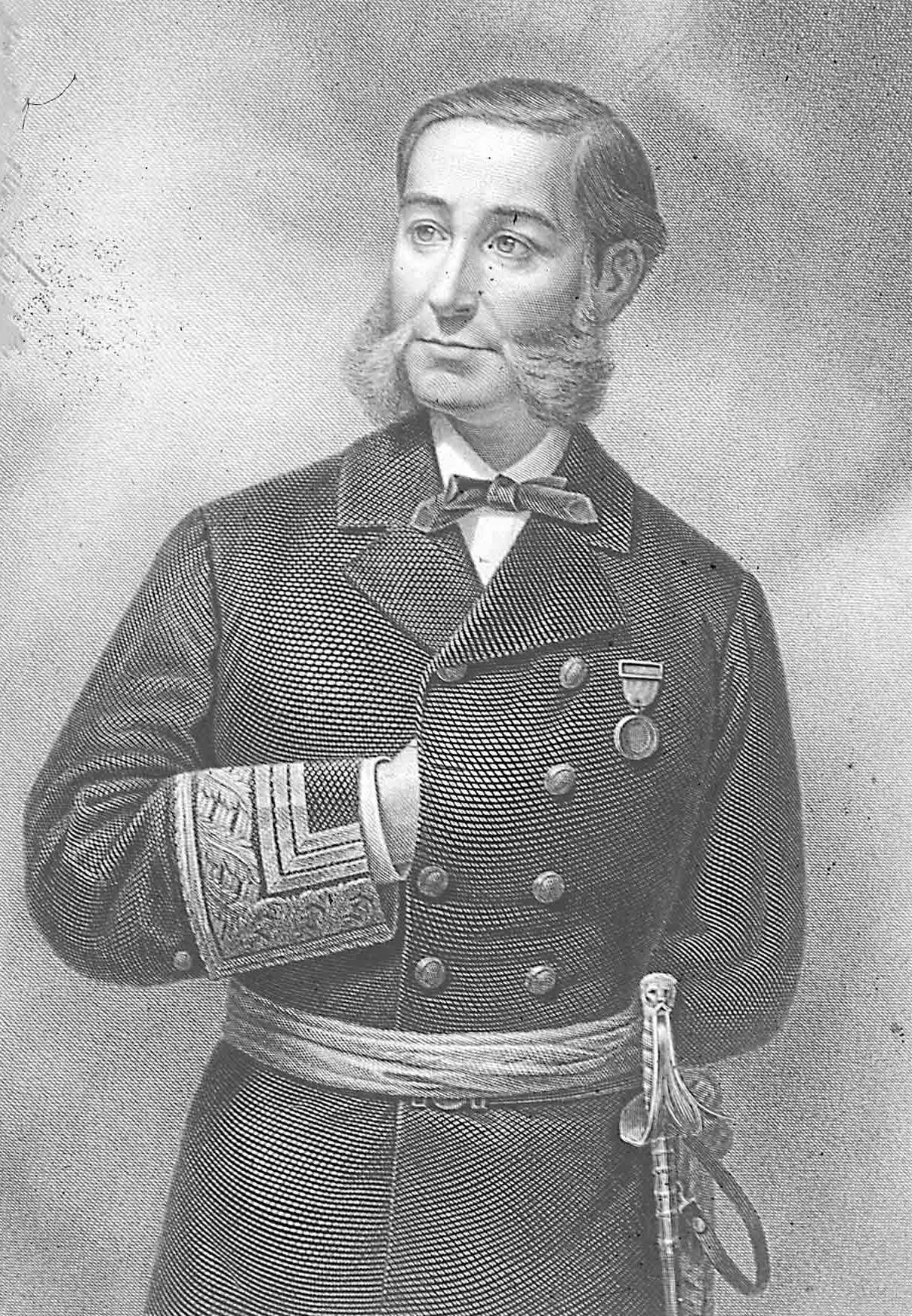
Casto Méndez Núñez, calcografía nacional.

«Honra sin barcos» es un tópico español, que expresa la preferencia por la honra o el honor antes que por las ventajas materiales. Está en consonancia con el estereotipo nacional que presenta a los españoles como temerarios y desprendidos, y que se simboliza en lo quijotesco.
La expresión completa sería —con variantes según es citada por muy numerosas fuentes—: «Más vale honra sin barcos, que barcos sin honra», «España prefiere honra sin barcos, que barcos sin honra», o «Mi patria quiere mejor honra sin barcos, que barcos sin honra»; y se debe a Casto Méndez Núñez, almirante español en la guerra hispano-sudamericana en 1865 o 1866.
La frase pudo ser la respuesta a una carta del ministro de Estado del 26 de enero de 1865, que decía: «... que más vale sucumbir con gloria en mares enemigos que volver a España sin honra ni vergüenza». La respuesta de Méndez Núñez habría sido del 24 de marzo del mismo año, en el sentido de haber cumplido fielmente sus órdenes, concluyendo de esta manera: «... primero honra sin Marina, que Marina sin honra».
Según otras fuentes, la frase estaría dirigida por Méndez Núñez a las marinas de guerra inglesa y estadounidense como respuesta a su amenaza de atacarle si bombardeaba Valparaíso, tal como le había ordenado el Gobierno de España, y como efectivamente haría el 31 de marzo de 1866. La frase literal sería: «La reina, el Gobierno, el país y yo preferimos más tener honra sin barcos, que barcos sin honra».

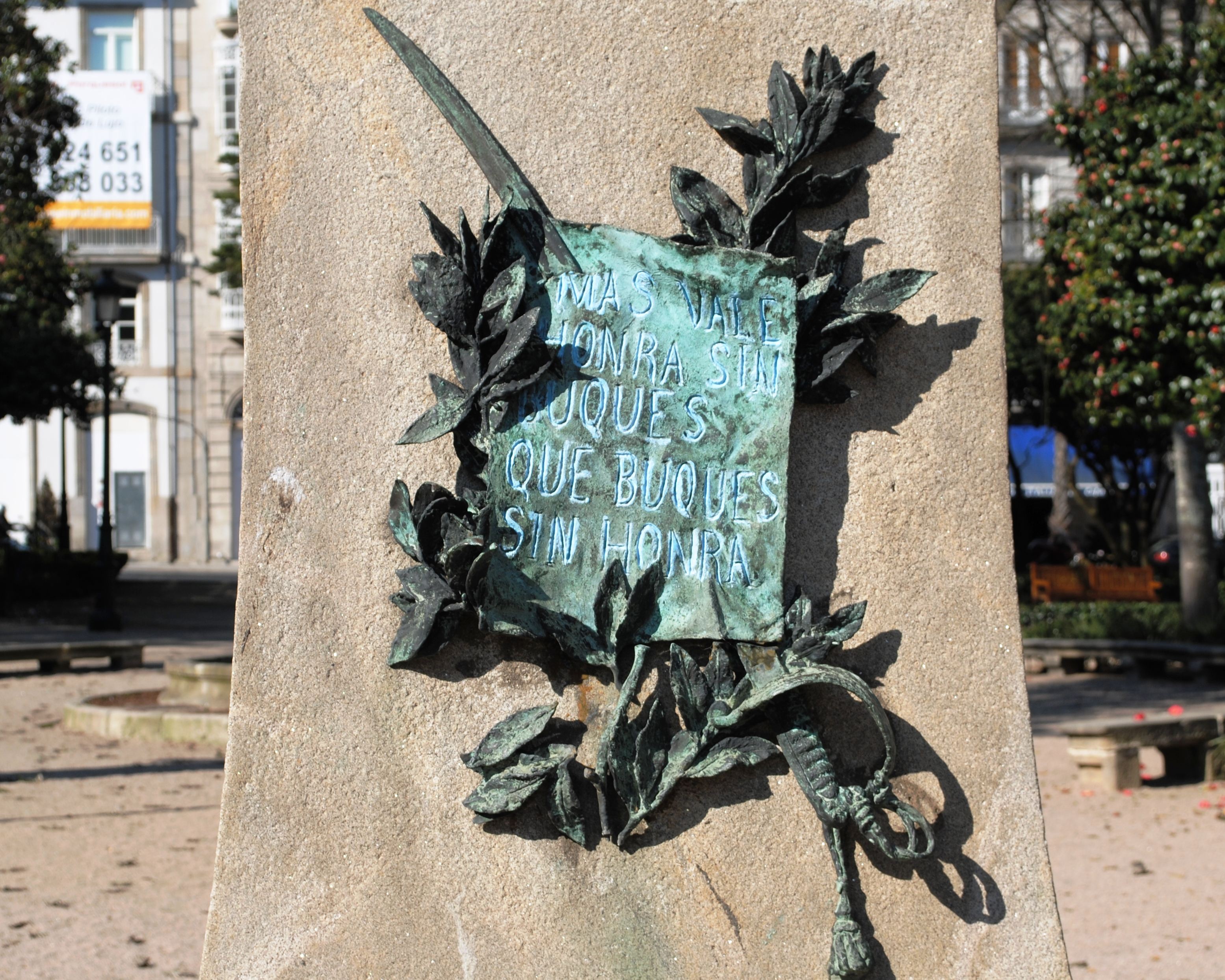
«Más vale honra sin buques que buques sin honra».

Al hablar de barcos, el tópico inevitablemente alude a otra famosa expresión anterior: «Quemar las naves», que desde el siglo XVI se aplica a la famosa acción de Hernán Cortés durante la conquista de México, que venía usándose de una manera similar a «Alea iacta est» de Julio César al cruzar el río Rubicón contra la orden del Senado (curiosamente, ambas anécdotas históricas han pasado al uso general algo distorsionadas: Se sabe con certeza que Cortés no quemó sus naves sino que las despojó de todo elemento útil y después las barrenó. Asimismo, el dicho de César pudo aplicarse a otro suceso y no al cruce del Rubicón). También puede ponerse en relación con dos famosas frases de Felipe II: «Prefiero perder todos mis estados antes que gobernar sobre herejes» y «Mandé mis barcos a luchar contra los hombres, no contra los elementos».
En cuanto a la honra, el tópico se vio al poco tiempo replicado por el lema «Viva España con honra», que fue el utilizado por la Revolución de 1868, una de cuyas causas fue precisamente la repercusión de la poco eficaz aventura militar con la que los últimos gobiernos de Isabel II (Leopoldo O'Donnell durante la expedición naval, luego Ramón María Narváez y brevemente Luis González Bravo) pretendían distraer los problemas internos hacia un enemigo exterior.